# Franciszek Przewirski
Franciszek Jan Przewirski, właśc. von Putschögl (ur. 4 października 1888 we Lwowie, zm. 25 stycznia 1960 we Wrocławiu) – polski inżynier, profesor nadzwyczajny Politechniki Wrocławskiej.

## Życiorys

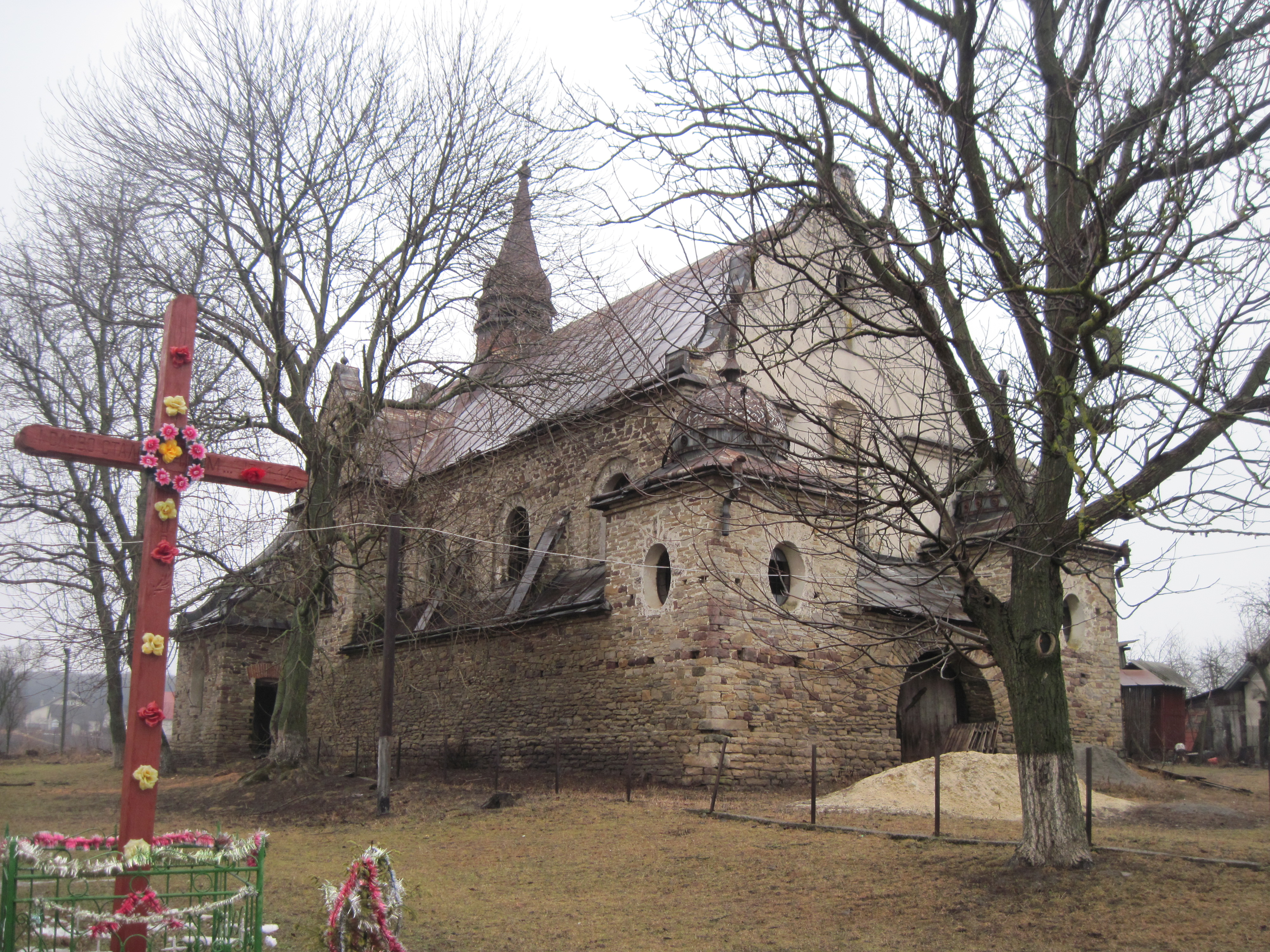
Kościół pw. Św. Józefata w Dźwinogrodzie obok Buczacza projektu Franciszka Jana Przewirskiego

Urodził się jako syn leśnika Franciszka von Putschögla (w lipcu 1887 ministerstwo rolnictwa mianowało go oficjałem rachunkowym) i Wilhelminy Schanek. W latach 1898–1903 uczył się we lwowskich gimnazjach nr 5 i nr 6, a w 1906 zdał egzamin maturalny i do 1912 studiował na Wydziale Inżynierii Szkoły Politechnicznej we Lwowie, a dyplom inżyniera dróg i mostów uzyskał w 1914
Jeszcze w czasie studiów pracował, wykonując projekty domów, dróg i mostów, ale dopiero w 1914 rozpoczął pracę w Biurze Konstrukcyjno-Mostowym Oddziału Drogowego Wydziału Krajowego we Lwowie. W 1916 objął kierownictwo Biura Odbudowy Zniszczonych Miejscowości w Brzeżanach, a potem analogiczne stanowiska w Stryju i Skolem. Od lata 1917 do jesieni 1918 był kierownikiem Sekcji Utrzymania Dróg w Czortkowie, a 1 listopada 1918 r. wstąpił ochotniczo do Wojska Polskiego i trafił do Zarządu Budownictwa Wojskowego. 2 kwietnia 1919 zmienił nazwisko na polsko brzmiące Przewirski. Latem 1920, jako urzędnik wojskowy VIII rangi został kierownikiem referatu technicznego w Okręgowym Inspektoracie Armii Ochotniczej we Lwowie.
Według Andrzeja Dzięczkowskiego, po zwolnieniu z armii od 1 listopada 1920 do 30 czerwca 1934 kierował biurem Powiatowego Zarządu Drogowego w Buczaczu (według rozporządzenia wojewody tarnopolskiego z 21 listopada 1928 likwidowano m.in. dotychczasowy Państwowy Zarząd Drogowy w Czortkowie oraz Okręgowy Zarząd Dróg Samorządowych w Buczaczu, natychmiast 10 grudnia 1928 rozpoczął urzędowanie Zarząd Drogowy w Buczaczu). Pomimo pracy w drogownictwie, opracował też projekty odbudowy kompleksu budynków Państwowej Fabryki Monopolu Tytoniowego w Monasterzyskach, budowy hali targowej w Buczaczu, kaplicy 14 Pułku Ułanów Jazłowieckich w Jazłowcu, kościoła w Dźwinogrodzie, dwóch domów ludowych i ok. 13 młynów wodnych. Od 1 lipca 1934 kierował Oddziałem Drogowym w Urzędzie Wojewódzkim w Tarnopolu, a 19 grudnia 1936 pełnił tę samą funkcję w Urzędzie Wojewódzkim we Lwowie. Projektując inwestycje drogowe stosował nowe wówczas nawierzchnie bitumiczne. W 1930 mianowamy znawcą sądowym z zawodu budownictwa i inżynierii w powiecie buczackim.
Okres okupacji niemieckiej przeżył w Warszawie, pracując w Zarządzie Miejskim początkowo jako robotnik, a od marca 1941 r. jako referent. W czasie powstania warszawskiego został wysiedlony z rodziną do obozu w Pruszkowie, a po ucieczce z obozu ukrywał się w Krakowie aż do wyparcia Niemców. W 1945 został skierowany do Wrocławia jako naczelnik Wydziału Komunikacyjnego w Urzędzie Pełnomocnika Rządu na Okręg Administracyjny Dolnego Śląska i pełnił tę funkcję ponad 4 lata. Dzięki jego wysiłkowi doszło do szybkiej odbudowy zniszczonej sieci dróg i ulic. Przewirski zajmował się także odbudową wiszącego mostu Grunwaldzkiego na Odrze we Wrocławiu (niem. Kaiser Brücke – Most Cesarski).
Wiosną 1947 został pracownikiem Politechniki Wrocławskiej i twórcą, a potem kierownikiem katedry budowy dróg i ulic. W 1949 otrzymał nominację na profesora nadzwyczajnego na Wydziale Inżynierii (od 1954 – Budownictwa Lądowego). W związku z pogarszającym się stanem zdrowia jesienią 1956 zrezygnował z funkcji kierownika katedry, jednak do śmierci był jej pracownikiem naukowym.
Zmarł 25 stycznia 1960 r. we Wrocławiu, pochowany w rodzinnym grobie na cmentarzu Rakowickim w Krakowie (kwatera XVIII-8-26).
Żonaty od roku 1920, miał syna (ur. 1922) i córkę Annę (1930–1945).

## Ordery i odznaczenia
- Krzyż Kawalerski Orderu Odrodzenia Polski (1957)[2]
- Złoty Krzyż Zasługi (dwukrotnie: 1936[2], 12 listopada 1946[8])
- Medal 10-lecia Polski Ludowej (5 maja 1955)[9]

## Upamiętnienie
W listopadzie 1970 r. (w roku dwudziestopięciolecia Politechniki Wrocławskiej) sali wykładowej D-1 (sala 301) nadano imię prof. Franciszka Przewirskiego.